# Tikanga maorí
Tikanga es un concepto maorí que incorpora prácticas y valores de mātauranga maorí, conocimiento maorí.
Hirini Moko Mead afirma que tikanga se puede ver desde varias perspectivas. Un punto de vista es que 'controla las relaciones interpersonales' ya que guía las interacciones de las reuniones y proporciona identidad a las personas. Otra forma de verlo es a través de la ética, como un código de buenas prácticas. La palabra tikanga se deriva de la palabra maorí tika que significa 'correcto', por lo que implica juicios morales sobre cuál es la forma correcta de hacer algo.
Los abogados ven a los maoríes tikanga a través de la lente del derecho consuetudinario, que proviene de una autoridad en lugar de un sistema normativo. Esto se está probando en el sistema judicial de Nueva Zelanda a través de algunos casos legales. Para una interpretación de los conflictos entre Tikanga Maori y la jurisprudencia occidental/ Pākehā, véase el caso del entierro de James Takamore (2011). En el curso de su juicio sobre ese caso, el presidente del Tribunal Supremo de Nueva Zelanda, Sian Elias, declaró que "la costumbre maorí según tikanga es parte de los valores del derecho consuetudinario de Nueva Zelanda". El juez Joe Williams ha escrito y estudiado tikanga y la ley de Nueva Zelanda. En su visión futura, hay una fase "en la que tikanga Māori se fusiona con la tradición del derecho consuetudinario de Nueva Zelanda para formar una ley híbrida de Aotearoa que los jueces podrían desarrollar, caso por caso".
Aproximadamente desde la década de 1980, la palabra tikanga comenzó a aparecer en el inglés común de Nueva Zelanda . Esto se puede atribuir al renacimiento maorí, así como a las leyes del gobierno de Nueva Zelanda, incluida la Ley del Tratado de Waitangi de 1975 y la Ley de gestión de recursos (1991), que incluyen la necesidad de consultar con representantes iwi (tribales) locales.
El 2 de julio de 2011, el Tribunal de Waitangi publicó su informe sobre la reclamación de Wai 262, Ko Aotearoa Tēnei ("Esto es Aotearoa (Nueva Zelanda)"). El informe considera más de 20 departamentos y agencias gubernamentales y hace recomendaciones sobre reformas de "leyes, políticas o prácticas relacionadas con la salud, la educación, la ciencia, la propiedad intelectual, la flora y fauna autóctonas, la gestión de recursos, la conservación, el idioma maorí, las artes y la cultura, el patrimonio y la participación de los maoríes en el desarrollo de las posiciones de Nueva Zelanda sobre los instrumentos internacionales que afectan los derechos indígenas". El segundo volumen del informe contiene un glosario de términos maoríes te reo, que incluye:
- tikanga: reglas tradicionales para conducir la vida, costumbre, método, regla, ley
- tikanga maorí: reglas tradicionales maoríes, cultura

Un ejemplo de tikanga aplicado es un enfoque de los tejedores maoríes en la recolección de materiales tradicionales como el harakeke. Una tikanga es nunca cortar las hojas interiores de la planta, los nombres de estas hojas son el rito y esto está relacionado metafóricamente con el crecimiento de los humanos. Prácticamente asegura el ciclo de vida de la planta, que la recolección de la fibra no mate a la planta y también conecta el valor del recurso a las personas que lo utilizan.